# بحيرة جوفية

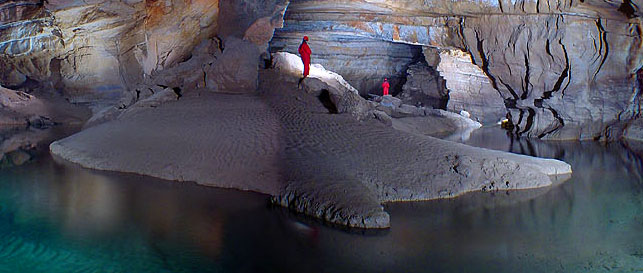
جزيرة جوفية في واحدة من 22 بحيرة في سلوفينيا

البحيرة الجوفية أو البحيرة تحت الأرض هي بحيرة تحت سطح الأرض. قد ترتبط هذه البحيرات بالكهوف أو الخزانات الجوفية أو الينابيع.

## نبذة
عادة ما تكون البحيرة الجوفية منخفضة الملوحة. تقع أكبر بحيرة غير جليدية في العالم في كهف دراجون في ناميبيا، وتبلغ مساحتها حوالي 2 هكتار، وثاني أكبر بحيرة في كهوف كريغيد في تينيسي بالولايات المتحدة.